# カンピオナート・マトグロッセンセ
カンピオナート・マトグロッセンセ (Campeonato Mato-Grossense) は、ブラジル・マットグロッソ州のサッカーリーグである。マットグロッソ州サッカー連盟 (Federação Mato-Grossense de Futebol, FMF) が主催する。日本ではマットグロッソ州選手権の名称で紹介されることが多い。

## 大会方式
2016年シーズン
- ファーストステージ - 11チームを2つのグループに分け、2回総当りのリーグ戦をホーム・アンド・アウェーで行う。各グループ上位4チームがセカンドステージへ進み、各グループ最下位となったクラブは2部へ降格する。
- セカンドステージ - ファーストステージを勝ち上がった8チームを2つのグループに分け、2回総当りのリーグ戦をホーム・アンド・アウェーで行う。各グループ上位2チームがファイナルステージへ進む。
- ファイナルステージ - セカンドステージを勝ち上がった4チームによるトーナメント方式。準決勝はセカンドステージ上位チームのホームゲームで行われ、決勝はホーム・アンド・アウェーの2試合で勝敗を決する。

※ブラジルのほかの州選手権と同様に、大会方式は毎年変わり得る。

## 参加クラブ
2017年シーズン 1部
- アラグアイア（ポルトガル語版）
- カセレンセ（ポルトガル語版）
- クイアバ
- ドン・ボスコ（ポルトガル語版）
- ルヴェルデンセ
- ミスト
- CEOV（ポルトガル語版）
- オペラリオ（ポルトガル語版）
- シノプ（ポルトガル語版）
- ウニオン

## 歴代優勝クラブ
- 1943 ミスト
- 1944 アメリカーノ
- 1945 ミスト
- 1946 アトレチコ
- 1947 ミスト
- 1948 ミスト
- 1949 ミスト
- 1950 アトレチコ
- 1951 ミスト
- 1952 ミスト
- 1953 ミスト
- 1954 ミスト
- 1955 アトレチコ
- 1956 アトレチコ
- 1957 アトレチコ

- 1958 ドン・ボスコ
- 1959 ミスト
- 1960 ドン・ボスコ
- 1961 ミスト
- 1962 ミスト
- 1963 ドン・ボスコ
- 1964 オペラリオ-VG
- 1965 ミスト
- 1966 ドン・ボスコ
- 1967 オペラリオ-VG
- 1968 オペラリオ-VG
- 1969 ミスト
- 1970 ミスト
- 1971 ドン・ボスコ
- 1972 オペラリオ-VG

- 1973 オペラリオ-VG
- 1974 オペラリオ-CG
- 1975 コメルシアウ-MS
- 1976 オペラリオ-CG
- 1977 オペラリオ-CG
- 1978 オペラリオ-CG
- 1979 ミスト
- 1980 ミスト
- 1981 ミスト
- 1982 ミスト
- 1983 オペラリオ-VG
- 1984 ミスト
- 1985 オペラリオ-VG
- 1986 オペラリオ-VG
- 1987 オペラリオ-VG

- 1988 ミスト
- 1989 ミスト
- 1990 シノプ
- 1991 ドン・ボスコ
- 1992 ソリーゾ
- 1993 ソリーゾ
- 1994 オペラリオ-VG
- 1995 オペラリオ-VG
- 1996 ミスト
- 1997 オペラリオ-VG
- 1998 シノプ
- 1999 シノプ
- 2000 ジュベントゥージ
- 2001 ジュベントゥージ
- 2002 オペラリオ-VG

- 2003 クイアバ
- 2004 クイアバ
- 2005 ヴィラ・アウロラ
- 2006 オペラリオ-VG
- 2007 カセレンセ
- 2008 ミスト
- 2009 ルヴェルデンセ
- 2010 ウニオン
- 2011 クイアバ
- 2012 ルヴェルデンセ
- 2013 クイアバ
- 2014 クイアバ
- 2015 クイアバ
- 2016 ルヴェルデンセ

## クラブ別優勝回数
| クラブ           | 優勝 | 優勝年 |
| ---------------- | ---- | --- |
| ミスト           | 24   | 1943, 1945, 1947, 1948, 1949, 1951, 1952, 1953, 1954, 1959, 1961, 1962, 1965, 1969, 1970, 1979, 1980, 1981, 1982, 1984, 1988, 1989, 1996, 2008 |
| オペラリオ-VG    | 14   | 1964, 1967, 1968, 1972, 1973, 1983, 1985, 1986, 1987, 1994, 1995, 1997, 2002, 2006                                                             |
| ドン・ボスコ     | 6    | 1958, 1960, 1963, 1966, 1971, 1991 |
| クイアバ         | 6    | 2003, 2004, 2011, 2013, 2014, 2015 |
| アトレチコ       | 5    | 1946, 1950, 1955, 1956, 1957 |
| オペラリオ-CG    | 4    | 1974, 1976, 1977, 1978 |
| シノプ           | 3    | 1990, 1998, 1999 |
| ルヴェルデンセ   | 3    | 2009, 2012, 2016 |
| ソリーゾ         | 2    | 1992, 1993 |
| ジュベントゥージ | 2    | 2000, 2001 |
| アメリカーノ     | 1    | 1944 |
| コメルシアウ-MS  | 1    | 1975 |
| ヴィラ・アウロラ | 1    | 2005 |
| カセレンセ       | 1    | 2007 |
| ウニオン         | 1    | 2010 |

※オペラリオ-MSとコメルシアウ-MSは カンポ・グランデのクラブであり、1979年にマットグロッソ・ド・スル州がマットグロッソ州から分離するまで同選手権に参戦していた。

## コパ・ゴベルナドール・ド・マト・グロッソ
コパ・ゴベルナドール・ド・マト・グロッソ (Copa Governador do Mato Grosso) は、シーズン後半に開催される大会である。以前は優勝クラブには来年度のカンピオナート・ブラジレイロ・セリエCの参加権が与えられていたが、現在はセリエDの参加権に変更されている。

### 歴代優勝クラブ
- 2004 ルヴェルデンセ
- 2005 オペラリオ-CG
- 2006 カセレンセ
- 2007 ルヴェルデンセ
- 2008 アラグアイア
- 2009 ヴィラ・アウロラ
- 2010 クイアバ
- 2011 ルヴェルデンセ
- 2012 ミスト
- 2013 ロンドノポリス

- 2014 不開催
- 2015 ドン・ボスコ
- 2016

### クラブ別優勝回数
| クラブ           | 優勝 | 優勝年           |
| ---------------- | ---- | ---------------- |
| ルヴェルデンセ   | 3    | 2004, 2007, 2011 |
| オペラリオ-VG    | 1    | 2005             |
| カセレンセ       | 1    | 2006             |
| アラグアイア     | 1    | 2008             |
| ヴィラ・アウロラ | 1    | 2009             |
| クイアバ         | 1    | 2010             |
| ミスト           | 1    | 2012             |
| ロンドノポリス   | 1    | 2013             |
| ドン・ボスコ     | 1    | 2014             |